# Collegio plurinominale Piemonte - 01 (2020)
Il collegio elettorale plurinominale Piemonte - 01 è un collegio elettorale plurinominale della Repubblica italiana per l'elezione del Senato della Repubblica.

## Territorio
Come previsto dalla legge n. 51 del 27 maggio 2019, il collegio è stato definito tramite decreto legislativo all'interno della circoscrizione Piemonte.
Il collegio comprende la zona definita dai due collegi uninominali Piemonte - 01 (Torino) e Piemonte - 02 (Moncalieri) quindi la gran parte del territorio della città metropolitana di Torino: il capoluogo e il suo hinterland e parte dei comuni situati nella zona centrale e settentrionale della città metropolitana, compresa parte del canavese (tra cui Rivarolo) ad oriente e la Val Susa ad occidente.

## XIX legislatura

### Risultati elettorali
|                               | Fratelli d'Italia                                       | 206 350   | 23,06 | 1 | 347 393 | 38,83 | 1 |  |  |
|                               | Lega per Salvini Premier                                | 77 205    | 8,63  | – | 347 393 | 38,83 | 1 |  |  |
|                               | Forza Italia                                            | 59 074    | 6,60  | – | 347 393 | 38,83 | 1 |  |  |
|                               | Noi Moderati                                            | 4 764     | 0,53  | – | 347 393 | 38,83 | 1 |  |  |
|                               | Partito Democratico - Italia Democratica e Progressista | 201 779   | 22,55 | 2 | 293 226 | 32,77 | 1 |  |  |
|                               | +Europa                                                 | 43 792    | 4,89  | – | 293 226 | 32,77 | 1 |  |  |
|                               | Alleanza Verdi e Sinistra                               | 43 065    | 4,81  | – | 293 226 | 32,77 | 1 |  |  |
|                               | Impegno Civico – Centro Democratico                     | 4 590     | 0,51  | – | 293 226 | 32,77 | 1 |  |  |
|                               | Movimento 5 Stelle                                      | 114 526   | 12,80 | 1 | 114 526 | 12,80 | – |  |  |
|                               | Azione - Italia Viva                                    | 79 827    | 8,92  | – | 79 827  | 8,92  | – |  |  |
|                               | Italexit                                                | 20 930    | 2,34  | – | 20 930  | 2,34  | – |  |  |
|                               | Unione Popolare                                         | 14 244    | 1,59  | – | 14 244  | 1,59  | – |  |  |
|                               | Italia Sovrana e Popolare                               | 13 118    | 1,47  | – | 13 118  | 1,47  | – |  |  |
|                               | Vita                                                    | 8 381     | 0,94  | – | 8 381   | 0,94  | – |  |  |
|                               | Alternativa per l'Italia (PdF - Exit)                   | 2 235     | 0,25  | – | 2 235   | 0,25  | – |  |  |
|                               | Noi di Centro – Europeisti                              | 873       | 0,10  | – | 873     | 0,10  | – |  |  |
| Totale                        | Totale                                                  | 894 753   | 100   | 4 | 894 753 | 100   | 2 |  |  |
|                               |                                                         |           |       |   |         |       |   |  |  |
| Voti non validi               | Voti non validi                                         | 37 686    | 4,04  |   |         |       |   |  |  |
| Votanti                       | Votanti                                                 | 932 439   | 65,81 |   |         |       |   |  |  |
| Elettori                      | Elettori                                                | 1 416 963 |       |   |         |       |   |  |  |
|                               |                                                         |           |       |   |         |       |   |  |  |
| Data: 25 settembre 2022       |                                                         |           |       |   |         |       |   |  |  |
| Fonte: Ministero dell'interno |                                                         |           |       |   |         |       |   |  |  |

### Eletti

#### Eletti nei collegi uninominali
Eletti nella coalizione di centro-destra (FdI - Lega - FI - NM)
     Eletti nella coalizione di centro-sinistra (PD-IDP - AVS - +E - IC-CD)
| Collegio uninominale | Eletto | Eletto         | Partito             |
| -------------------- | ------ | -------------- | ------------------- |
| 1. Torino            |        | Andrea Giorgis | Partito Democratico |
| 2. Moncalieri        |        | Paola Ambrogio | Fratelli d'Italia   |

#### Eletti nella quota proporzionale
| Fratelli d'Italia | Partito Democratico-IDP            | Movimento 5 Stelle |
| ----------------- | ---------------------------------- | ------------------ |
|                   |                                    |                    |
| Lucio Malan       | Anna Rossomando Francesco Verducci | Elisa Pirro        |